# Hypsugo stubbei
Hypsugo stubbei () è un pipistrello della famiglia dei vespertilionidi diffuso in Mongolia.

## Descrizione

### Dimensioni
Pipistrello di piccole dimensioni con la lunghezza dell'avambraccio tra 33 e 36.

### Aspetto
La pelliccia è lunga e densa. Le parti dorsali sono bruno-giallastre, mentre le parti ventrali sono più chiare. Le membrane alari sono bruno-grigiastre, la superficie ventrale dell'uropatagio è leggermente più chiara. Le orecchie e il muso sono nerastre. La lunga coda si estende oltre l'ampio uropatagio.

## Biologia

### Alimentazione
Si nutre di insetti.

## Distribuzione e habitat
Questa specie è conosciuta soltanto in quattro località della Mongolia.

## Conservazione
Questa specie, essendo stata scoperta solo recentemente, non è stata sottoposta ancora a nessun criterio di conservazione.